# Partito Comunista del Nepal (centro maoista)
Il Partito Comunista del Nepal (centro maoista) (in nepalese: नेपाल कम्युनिष्ट पार्टी (माओवादी केन्द्र)) è stato un partito politico del Nepal.

## Storia
Il partito è stato fondato nel 1994 con il nome di Partito Comunista del Nepal (maoista) da una scissione da un altro partito comunista - il Partito Comunista del Nepal (Unità Centrale) - per iniziativa di Pushpa Kamal Dahal, conosciuto come Compagno Prachanda o Presidente Prachanda, che si ispirava agli insegnamenti del maoismo sull'applicazione del marxismo ai contesti sociali caratterizzati da un forte proletariato rurale. Ideologo e numero due del partito era ed è tuttora Baburam Bhattarai. Dal 2009 al 2016 il partito era conosciuto con il nome di Partito Comunista Unificato del Nepal (maoista).
Nel febbraio del 1996 il partito ha proclamato l'insurrezione contro il governo di Katmandu dando il via a una guerra civile (detta guerra del Popolo nepalese), con l'obiettivo di abbattere una struttura sociale e istituzionale considerata ancora a livello feudale con casi di servitù, e di abolire la proprietà privata dei mezzi di produzione.
A partire dal 1997 la guerriglia maoista ha coinvolto i distretti occidentali del paese (soprattutto Rolpa e Ghorka) per poi diffondersi in molte aree rurali e arrivare a controllare, nel 2005, almeno due terzi del territorio del Nepal.
La lotta armata ha causato molte vittime su entrambi i fronti e anche tra i civili (le stime indicano circa 13.000 morti fino al 2006) ed è stata particolarmente cruenta dopo l'ascesa al trono nel 2001 di re Gyanendra e dopo lo stato di emergenza da questi proclamato il 1º febbraio del 2005.
Dopo le rivolte di piazza dell'aprile del 2006 e la conseguente rinuncia del potere esecutivo da parte di re Gyanendra, è iniziato il processo di disarmo e di riavvicinamento fra il partito e il governo nepalese, che ha portato all'accordo del 16 dicembre 2006. Il Partito Comunista (maoista), uscito dalla clandestinità, si è fuso con il Partito Comunista del Nepal (centro marxista-leninista-maoista) cambiando nome prima in Partito Comunista Unificato del Nepal (maoista) e in seguito in Partito Comunista del Nepal (centro maoista). È quindi entrato sia in Parlamento sia nel governo ad interim, presentandosi poi alle elezioni per l'Assemblea Costituente che si sono tenute il 10 aprile 2008.
Uscito a sorpresa vincitore dalle elezioni del 2008, il partito ha ottenuto la maggioranza relativa dei seggi nella nuova Assemblea Costituente, seguito dal Partito del Congresso Nepalese e dal Partito Comunista del Nepal (Unificato Marxista-Leninista) (formazione di sinistra moderata). Alla prima riunione del nuovo Parlamento, il 28 maggio 2008, ha quindi ottenuto la trasformazione del Nepal da monarchia ereditaria a repubblica federale. Tra gli obiettivi attuali del partito - che dopo aver abbandonato la lotta armata si è dichiarato disposto a lottare per il socialismo con metodi democratici e con il confronto elettorale - c'è la creazione di un sistema presidenziale, la redistribuzione delle terre e la creazione di un'economia mista cogestita dallo Stato. In seguito all'adozione di questa linea politica, il partito ha subito una scissione verticale, con la fuoriuscita della fazione di sinistra che nel 2012 ha fondato il Partito Comunista del Nepal (maoista). Alle elezioni parlamentari del 2013 si è posizionato al terzo posto, con il 15,2% dei voti e 80 seggi.
Il 17 maggio 2018 si fonde con il Partito Comunista del Nepal (marxista-leninista unificato), con il quale nel frattempo ha vinto le elezioni, per creare il Partito Comunista Nepalese.

## Cultura di massa
- Dalla guerra civile che ha insanguinato il paese guidato da questo partito è stata presa ispirazione per la trama del videogioco Far Cry 4, della Ubisoft per rappresentare la guerra fra i ribelli del Kyrat (immaginario paese ispirato al Nepal e ai suoi stati confinanti) e le forze fedeli al dittatore re Pagan Min[senza fonte].